# Marcelo Rangel
Marcelo Rangel Cruz de Oliveira (Ponta Grossa, 12 de setembro de 1970), é um advogado, radialista e político brasileiro filiado ao Partido Social Democrático (PSD).

## Vida pessoal
Formado em direito na Universidade Estadual de Ponta Grossa em 1994, é radialista e apresentador de programas da Mundi FM e Central do Paraná AM, emissoras de Ponta Grossa. É irmão do deputado federal Sandro Alex.

## Carreira política
Foi deputado estadual no Paraná, eleito em 2006 e reeleito em 2010. Em 2012 concorreu a prefeitura de Ponta Grossa, sendo eleito no segundo turno pelo Partido Popular Socialista (PPS), tendo como vice Jose Carlos Sahagoff Raad do PSD.
Marcelo Rangel foi reeleito prefeito de Ponta Grossa no segundo turno das eleições municipais de 2016, pelo PPS, tendo como vice-prefeita Elizabeth Schmidt (PSB). A chapa derrotou o deputado federal Aliel Machado (Rede), que tinha como vice Jose Elizeu Chociai (PTN). Rangel deixou o partido no final de 2017 e anunciou ingresso no PSDB.
Nas eleições municipais de 2020 apoiou sua vice-prefeita para a prefeitura de Ponta Grossa. Elizabeth Schmidt foi a segunda colocada no primeiro turno, disputando o segundo turno com Mabel Canto. No segundo turno, Elizabeth venceu Mabel por uma leve vantagem de pouco mais de 8.000 votos, tendo recebido 87.932 votos (52,38%), enquanto Mabel recebeu 79.929 votos (47,62%), se tornando, assim, a primeira mulher eleita prefeita de Ponta Grossa.
No PSD, Marcelo Rangel foi eleito deputado estadual nas eleições estaduais de 2022, recebendo 42.002 votos, o que representa 0,69% do total.
Rangel foi confirmado na Secretaria de Inovação, Modernização e Transformação Digital do Paraná, no segundo mandato de Ratinho Júnior (PSD) a frente do Governo do Estado.
Nas eleições municipais de 2024, Rangel foi novamente candidato a prefeito de Ponta Grossa, após o rompimento com sua antiga vice e aliada, a prefeita Elizabeth Schmidt. Disputou a prefeitura pelo PSD, enfrentando, além da prefeita, os deputados Aliel Machado (PV) e Mabel Canto (PSDB), além de Dr. Magno (NOVO). Foi derrotado ainda no primeiro turno pelas candidatas Mabel e Elizabeth que passaram para o segundo turno. Em 27 de outubro, o TSE declarou como vencedora a prefeita Elizabeth Schmidt que recebeu 96.407 votos (53,72%).

## Controvérsias
Possui vários processos tramitando na justiça em razão de acusações de improbidade administrativa no período em que esteve a frente da Prefeitura de Ponta Grossa. Foi acusado de não cumprir prazos e de não entregar documentos na Câmara de Vereadores de Ponta Grossa, podendo ser cassado se não garantisse os direitos dos vereadores, como afirmou Aliel Machado, presidente da Câmara, fato chamado de improbabilidade administrativa. Durante a sua gestão, a prefeitura municipal de Ponta Grossa obteve dívida de 75 milhões de reais que não foram pagos a empresa responsável pela coleta de lixo no município.
Os vereadores da Câmara de Ponta Grossa decidiram por unanimidade o projeto que autorizava as férias do prefeito Marcelo Rangel para um período de férias fora do país (10 a 25 de janeiro de 2015, 15 dias) mas que as vistas foram rejeitadas, com treze votos contrários e oito favoráveis. Os vereadores que se opuseram à decisão dizem que é um momento inoportuno para que atual prefeito tire férias, devido a dívidas no governo municipal, e cancelamento de pagamentos a servidores municipais.